# Rakousko na Zimních olympijských hrách 1960
Rakousko na Zimních olympijských hrách 1960 v Squaw Valley reprezentovalo 26 sportovců, z toho 17 mužů a 9 žen. Nejmladším účastníkem byla Regine Heitzer (16 let, 6 dní), nejstarším pak Walter Steinegger (31 let, 115 dní). Reprezentanti vybojovali 6 medailí, z toho 1 zlatou 2 stříbrné a 3 bronzové.

## Medailisté
| Medaile | Jméno            | Sport           | Disciplína             |
| ------- | ---------------- | --------------- | ---------------------- |
| Zlato   | Ernst Hinterseer | Alpské lyžování | slalom - muži          |
| Stříbro | Pepi Stiegler    | Alpské lyžování | obří slalom - muži     |
| Stříbro | Hias Leitner     | Alpské lyžování | slalom - muži          |
| Bronz   | Ernst Hinterseer | Alpské lyžování | obří slalom - muži     |
| Bronz   | Traudl Hecher    | Alpské lyžování | sjezd - ženy           |
| Bronz   | Otto Leodolter   | Skoky na lyžích | normální můstek - muži |